# كارينا باسيان
كارينا باسيان (بالإنجليزية: Karina Pasian)‏ هي مغنية وكاتبة أغاني وعازفة بيانو أمريكية، ولدت في 18 يوليو 1991 في نيويورك في الولايات المتحدة.

## الحياة و الوظيفة
ولدت كارينا باسيان في مدينة نيويورك، وهي من أصول دومينيكية وأرمينية. كانت لغتها الأولى هي الروسية، ويمكنها الغناء بست لغات أخرى، منها الإنجليزية والإسبانية والإيطالية والعربية والتركية والفرنسية. نشأت في عائلة موسيقية ، بدأت في تلقي دروس العزف على البيانو في سن الثالثة من جليسة الأطفال ، وبدأت التدريب الكلاسيكي على البيانو أثناء وجودها في روضة الأطفال. بدأت العمل مع مدرب صوتي في سن الثامنة، وحضرت مدرسة الفنون المسرحية الاحترافية في مدينة نيويورك جنبًا إلى جنب مع تايلور مومسن ومارك إنديليكاتو.

## روابط خارجية
- كارينا باسيان على موقع IMDb (الإنجليزية)
- كارينا باسيان على موقع ميوزك برينز (الإنجليزية)
- كارينا باسيان على موقع ديسكوغز (الإنجليزية)